# Rhysodesmus chisosi
Rhysodesmus chisosi är en mångfotingart som beskrevs av Shelley 1989. Rhysodesmus chisosi ingår i släktet Rhysodesmus och familjen Xystodesmidae. Inga underarter finns listade i Catalogue of Life.